# Грозненский химический завод
Грозненский химический завод имени 50-летия СССР — бывшее крупнейшее предприятие химической промышленности ЧИАССР. В советское время предприятие было оснащено высокотехнологичным оборудованием, имело высокую степенью автоматизации с применением хроматографических методов анализа. На заводе производился ацетон, фенол, синтетический этиловый спирт, синтетический дубитель, полиэтилен. 

## История

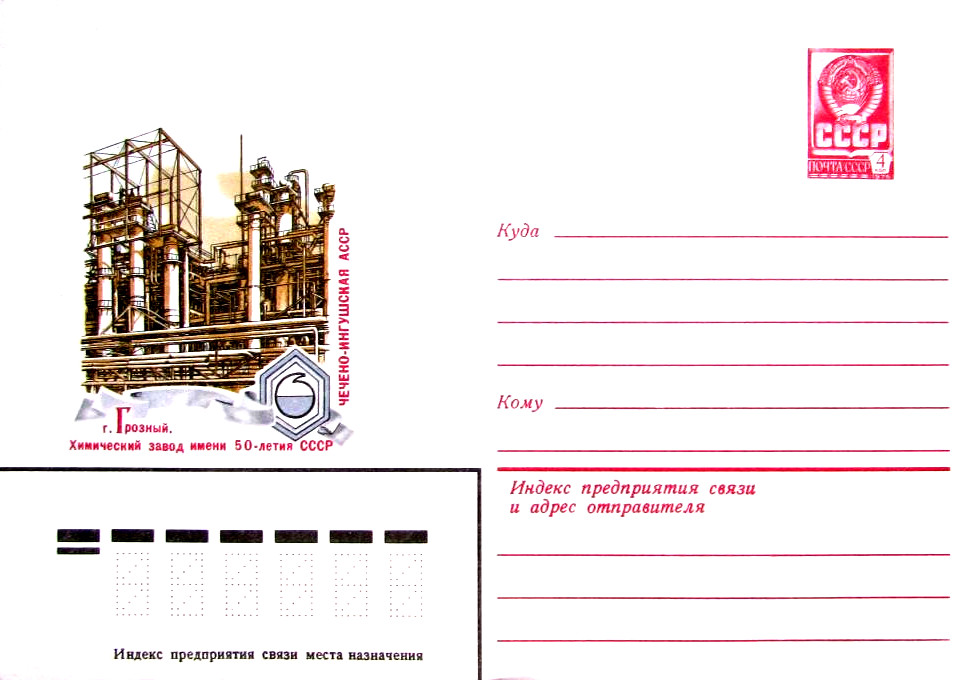
Художественный маркированный конверт СССР, 1979 год.

Завод был построен в мае 1954 года. Он стал одним из первых больших химических предприятий страны. Химзавод перерабатывал газы, образовавшиеся в процессе переработки нефти нефтеперерабатывающими заводами Грозного. 
В 1958 году была запущена первая очередь установок по производству синтетического этилового спирта, а в 1960 году была открыта новая очередь производства фенола и ацетона.
В 1962 году завод первым в СССР стал производить полиэтилен низкого давления, технология производства которого была разработана Научно-исследовательским институтом полимеризованных пластиков.
По распоряжению Северо-Кавказского совнархоза от 06.11.1964 химзавод был переименован в Грозненский химический комбинат объединения «Грознефтехимзавод». 
В 1967 году начала действовать установка по выделению ацетона «ЧДА». Тогда же на химкомбинате была запущена установка теломеризации между четыреххлористым углеродом и этиленом. Производимому данной установкой продукту — тетрахлорпропану — в 1978 году был присвоен Государственный знак качества. 
В 1972 году ему было присвоено имя 50-летия СССР. В 1979 году был выпущен художественный маркированный конверт с изображением Грозненского химического завода.
Несмотря на распад СССР и начало боевых действий Грозненский химкомбинат продолжал работать, однако к началу 1999 года предприятие практически не функционировало. В ходе Второй чеченской войны химкомбинат был полностью разрушен. Руины химкомбината в конце 1990-х — начале 2000-х годов были разворованы на металлолом и стройматериалы. 

## Радиационная авария
В советское время на территории химзавода содержались радиоактивные элементы — кобальтовые стержни, использовавшиеся при производства полиэтилена. С началом Первой чеченской войны в целях безопасности имевшиеся на химкомбинате радиоактивные изотопы Кобальта-60 были спущены в подземные бункеры корпусов № 65; 131 и 212. 
В августе 1999 года на территории химкомбината начал расти уровень радиационной загрязнённости. Как выяснилось позже, мародёры распилили металлическую защиту одного из двух саркофагов подземного хранилища корпуса № 212. Контейнеры с радиоактивными изотопами Кобальт-60 оказались открытыми.  
В 2000 году из под корпусов № 65 и 131 были извлечены и вывезены контейнеры с радиоактивными стержнями. Над подземным хранилищем корпуса № 212 были сооружены два временных бетонных саркофага. За счёт этого удалось остановить рост радиационного загрязнения. 
После войны территория разрушенного химкомбината не охранялась, поэтому из-за действий мародёров один из саркофагов оказался повреждён. При этом руководством ФГУП «Чеченнефтехимпром», в ведении которого находилось предприятие, не принимало мер по ликвидации источников загрязнения. 
В 2005 году прокуратурой было возбуждено уголовное дело по статье «нарушение правил обращения экологически опасных веществ и отходов». Проведённая дозиметрическая проверка показала, что уровень радиационного излучения на бывшем химкомбинате превышает допустимую норму в 58 тыс. раз. 
Для ликвидации загрязнения специалистами Росатома совместно с Грозненским филиалом ФГУП «Радон» была проведена операция по нейтрализации радиоактивных отходов. С территории Чечни было вывезено 26  радиационных источников Кобальт-60. Вскоре специалисты, участвовавшие в ликвидации последствий радиационной аварии на Грозненском химкомбинате, были награждены правительственными наградами.

## Названия
- 1954—1972 годы — Грозненский химический завод
- 1972—1976 годы — Грозненский химический комбинат имени 50-летия СССР
- 1976—1992 годы — Грозненский химический завод имени 50-летия СССР
- 1992—1999 годы — Грозненский химический комбинат[12]